# Linea Ube

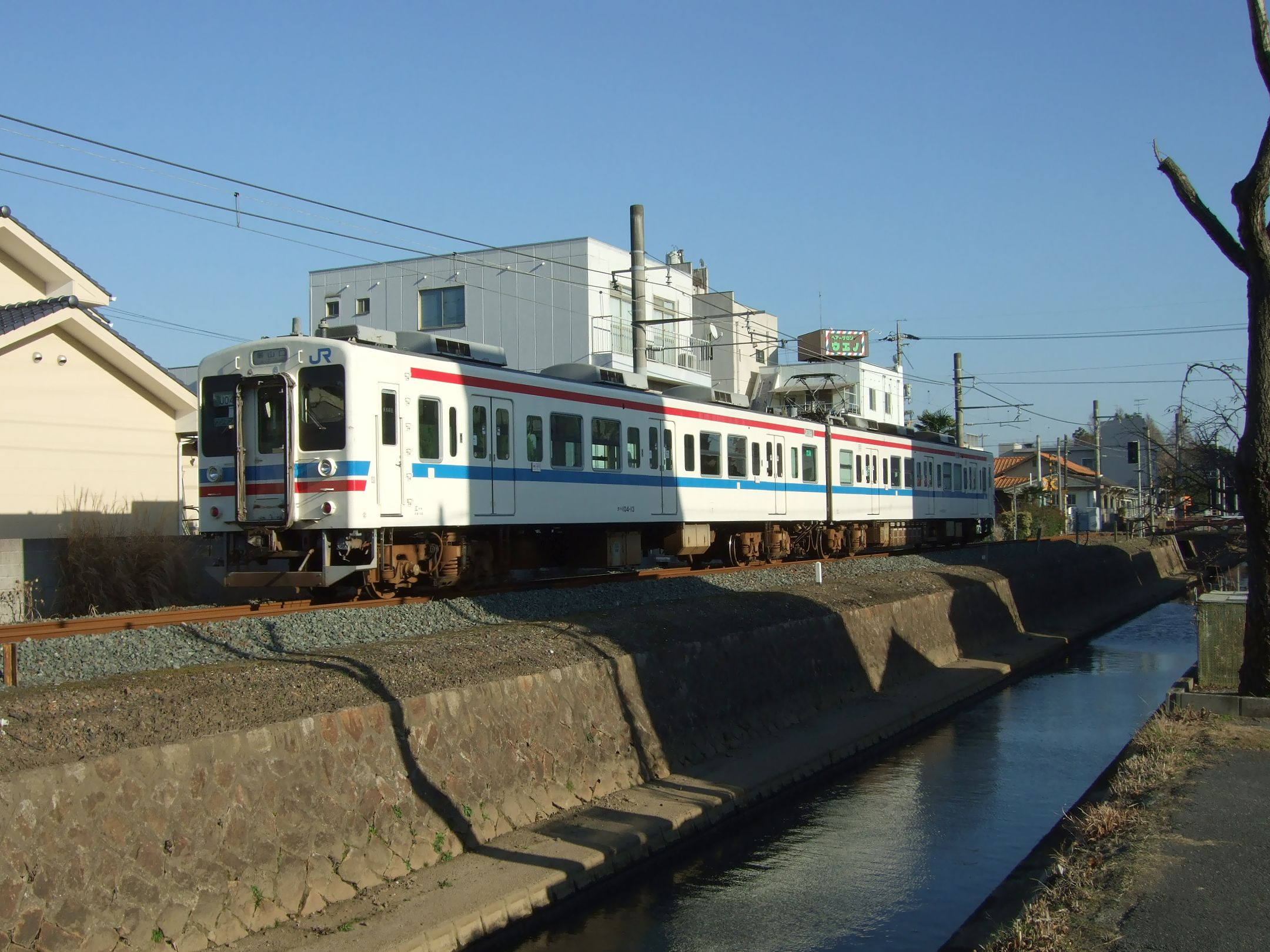
Treno della serie 105 vicino alla stazione di Kotoshiba

La linea Ube (宇部線?, Ube-sen) è una ferrovia regionale di circa 33 km a scartamento ridotto che unisce la città di Yamaguchi, nella prefettura di Yamaguchi con quella di Ube, anch'essa nella medesima prefettura, in Giappone. La linea è gestita dalla West Japan Railway Company (JR West) ed è a binario singolo elettrificato. Vengono effettuati anche servizi merci.

## Stazioni
Tutte le stazioni si trovano nella prefettura di Yamaguchi.
| Stazione         | Giapponese | Distanza | Collegamenti                                                  | Posizione |
| ---------------- | ---------- | -------- | ------------------------------------------------------------- | --------- |
| Shin-Yamaguchi   | 新山口     | 0.0      | ■ Sanyō Shinkansen ■ Linea principale Sanyō ■ Linea Yamaguchi | Yamaguchi |
| Kami-Kagawa      | 上嘉川     | 2.8      |                                                               | Yamaguchi |
| Fukamizo         | 深溝       | 5.9      |                                                               | Yamaguchi |
| Suō-Sayama       | 周防佐山   | 7.5      |                                                               | Yamaguchi |
| Iwakura          | 岩倉       | 8.8      |                                                               | Yamaguchi |
| Ajisu            | 阿知須     | 10.2     |                                                               | Yamaguchi |
| Kiwa             | 岐波       | 12.7     |                                                               | Ube       |
| Maruo            | 丸尾       | 15.2     |                                                               | Ube       |
| Tokonami         | 床波       | 18.9     |                                                               | Ube       |
| Tokiwa           | 常盤       | 20.7     |                                                               | Ube       |
| Kusae            | 草江       | 22.5     |                                                               | Ube       |
| Ubemisaki        | 宇部岬     | 23.7     |                                                               | Ube       |
| Higashi-Shinkawa | 東新川     | 25.3     |                                                               | Ube       |
| Kotoshiba        | 琴芝       | 26.0     |                                                               | Ube       |
| Ube-Shinkawa     | 宇部新川   | 27.1     |                                                               | Ube       |
| Inō              | 居能       | 28.9     | ■ Linea Onoda                                                 | Ube       |
| Iwahana          | 岩鼻       | 30.3     |                                                               | Ube       |
| Ube              | 宇部       | 33.2     | ■ Linea principale Sanyō                                      | Ube       |

## Materiale rotabile
- Elettrotreno Serie 105 a due casse
- Elettromotrice Serie 123 a singola cassa